# Constanza Vázquez
Constanza Isabela Vázquez (Ituzaingó, Corrientes, 10 de septiembre de 1995), más conocida como Coty Vázquez, es una futbolista argentina. Juega como centrocampista en el Santiago Morning de la Primera División de Chile.

## Trayectoria
Antes de arribar a Boca Juniors jugó en el Club Atlético San Lorenzo de Almagro.

## Estadísticas

### Clubes
| Club             | País      | Año             |
| ---------------- | --------- | --------------- |
| San Lorenzo      | Argentina | 2012 - 2017     |
| Boca Juniors     | Argentina | 2018 - 2021     |
| Santiago Morning | Chile     | 2021 - presente |